# Эхинодорус мелкоцветный
Эхинодо́рус мелкоцве́тный (лат. Echinodorus parviflorus) — травянистое растение рода Эхинодорус семейства Частухоцветные, также известное среди аквариумистов как «чёрная амазонка».

## Описание
Эхинодорус мелкоцветный представляет собой травянистый куст без стебля с вытянутыми листьями ланцетовидной формы, похожими на листья амазонского эхинодоруса, но несколько шире, собранными в розетку. Окраска листьев тёмно-зелёная с образующими густую сетку тёмно-коричневыми прожилками. Корневая система мощная. Куст достигает в высоту 35—40 сантиметров. В природе встречается в центральных районах Южной Америки.

## Культивирование
При содержании растения в аквариуме оптимальная температура составляет 20—28 °C, возможно её кратковременное снижение до 16—18 °C. Вода может быть почти любой жёсткости, начиная от 2 немецких градусов до 20° и выше, растение предпочитает нейтральную или слабощелочную воду, хотя может расти и в слабокислой. Регулярная подмена части воды и внесение минеральных удобрений не обязательны. К освещению этот эхинодорус не требователен, хотя при длительном затенении листья могут терять окраску. По спектральному составу освещение должно быть близко к естественному. При продолжительности светового дня 14 часов и более растение образует воздушные листья эллиптической формы. Грунт должен быть богатым органическими веществами, состоять из смеси крупного песка с мелкой или средней галькой и быть обильно заилённым. Толщина слоя грунта желательна не менее 5—7 сантиметров.

В аквариуме мелкоцветный эхинодорус размножается вегетативно, образуя цветочные стрелки, на которых появляются дочерние растения, молодые растения можно отделять от материнского после того, как у них образуются 4—5 листьев и развивается корневая система. При благориятных условиях пастение размножается в течение всего года. Добиться семенного размножения удаётся редко.